# La Vaisselle
Pistes de Dans la vie en vrai
La Peau de l'ours Carcasse
La Vaisselle est une chanson d'Anne Sylvestre parue en 1981 dans l'album Dans la vie en vrai.

## Historique
Elle sort dans le quatorzième album d'Anne Sylvestre. Elle fait partie de ses chansons qui ont pour sujet la condition des femmes et les prétextes misogynes, avec Une sorcière comme les autres et La Faute à Ève.

## Thématique
À travers l'exemple de la vaisselle, cette chanson réclame « des droits égaux pour tout un chacun, homme ou femme… même pour les tâches domestiques ».